# Monumento a Emilia Pardo Bazán (Madrid)
El monumento a Emilia Pardo Bazán es un ejemplar de arte público en Madrid. Ubicado junto a la calle de la Princesa, consta de una estatua dedicada a Emilia Pardo Bazán colocada sobre un pedestal de piedra.

## Historia y descripción
Tras el fallecimiento de Pardo Bazán en 1921, el primero que desarrolló la idea de un monumento conmemorativo en Madrid en honor a Pardo Bazán fue al parecer Eugenio Rodríguez Ruiz de la Escalera. Los costes fueron financiados —bajo el auspicio de María del Rosario de Silva, la duquesa de Alba— mediante suscripción popular proveniente de mujeres de España y Argentina.
La estatua —hecha de caliza y representando a Pardo Bazán— fue obra de Rafael Vela del Castillo, mientras que el pedestal fue obra del arquitecto Pedro Muguruza.
Erigido junto al Palacio de Liria y próximo al domicilio madrileño de Pardo Bazán en Princesa, el monumento fue descubierto el 24 de junio de 1926. La ceremonia de inauguración fue presidida por Alfonso XIII y Victoria Eugenia de Battenberg. Romanones, Blanca de Igual y Martínez Dabán (vizcondesa de Llanteno y concejala del Ayuntamiento de Madrid) y Eduardo Callejo de la Cuesta (ministro de Instrucción Pública), intervinieron como oradores.
En marzo de 2019, la junta de distrito de Centro aprobó bautizar a los jardines circundantes como «Jardines de las Feministas».